# Herb Choroszczy
Herb Choroszczy – jeden z symboli miasta Choroszcz i gminy Choroszcz w postaci herbu.

## Wygląd i symbolika

Dawny herb Choroszczy

Herb przedstawia w czerwonej tarczy herbowej szaro-fioletowego ciołka w lewo i białego gryfa w prawo, nad tarczą herbową korona złota otwarta.
Jest to złożenie herbów szlacheckich Ciołek Poniatowskich i Gryf Branickich – rodów do których niegdyś należało miasto.

## Historia
Dawny herb  miał czerwoną tarczę, na której widniał biały gryf oraz splecione inicjały „KB” (Klemens Branicki).